# Hasselt (okręg)
Hasselt (nld. Arrondissement Hasselt, fr. Arrondissement administratif de Hasselt, niem. Bezirk Hasselt) – okręg w północnej Belgii, w Regionie Flamandzkim, w prowincji Limburgia.  

## Podział administracyjny
Okręg podzielony jest na 17 gmin (nld. gemeente, fr. commmune, niem. Gemeinde), w skład których wchodzi 50 dzielnic (deelgemeente)
| - As (Asch-en-Campine / Asch) - Niel-bij-As - Beringen, miasto - Beverlo (Beverloo) - Koersel (Coursel) - Paal - Diepenbeek - Genk, miasto - Gingelom - Boekhout - Borlo - Buvingen - Jeuk (Goyer) - Kortijs (Corthys) - Mielen-boven-Aalst (Mielen-sur-Alost) - Montenaken - Muizen - Niel-bij-Sint-Truiden (Niel-lez-Saint-Trond) - Vorsen (Fresin) - Halen (Haelen), miasto - Loksbergen - Zelem | - Ham - Kwaadmechelen (Quaedmechelen) - Oostham - Hasselt, miasto - Kermt - Kuringen (Curange) - Sint-Lambrechts-Herk (Herck-Saint-Lambert) - Spalbeek - Stevoort - Stokrooie - Wimmertingen - Herk-de-Stad (Herck-la-Ville), miasto - Berbroek - Donk - Schulen - Heusden-Zolder - Heusden - Zolder - Leopoldsburg (Bourg-Léopold) - Heppen - Lummen - Linkhout - Meldert | - Nieuwerkerken - Binderveld - Kozen - Wijer (Weyer) - Sint-Truiden (Saint-Trond), miasto - Aalst (Alost) - Brustem - Duras - Engelmanshoven (Englemoncourt) - Gelinden - Gorsem - Groot-Gelmen (Grande-Jamine) - Halmaal - Kerkom-bij-Sint-Truiden (Kerckom-lez-Saint-Trond) - Ordingen (Ordenge) - Runkelen - Velm - Wilderen - Zepperen - Tessenderlo - Zonhoven - Zutendaal |